# طرعان
طُرعان (بالعبريَّة: תֻּרְעָן) هي مجلس محلي يقع في القسم الشمالي من الجليل الأسفل وتقع عند سفح جبل طرعان ووادي طرعان، بالقرب من الطريق الرئيسي من حيفا إلى طبريا، وعلى بعد حوالي 7 كيلومترات (4.3 ميل) شمال مدينة الناصرة. وتقع البلدة إداريًا في المنطقة الشمالية شمال إسرائيل، وتبلغ مساحتها11،95. في عام 2021 كان عدد سكانها 14,655 نسمة، وجميع السكان من العرب. كما وعدد اعضاء المرشحين في انتخابات السلطات المحلية في عام 2018 هو 11 عضو، وبلغت نسبة التصويت 94,2.

## التسمية
هناك روايات عديدة لمصدر اسم القرية طرعان؛ ويعتقد أن الاسم محرّف من كلمتين وهي «طُر عانه»، و«الطُور» تعني جبل، و«عانه» تعني قطيع الإناث من الماعز أو الغنم أو الماشية. بشكل عام تعني «جبل الأغنام» لخصب مراعيها الجبليَّة.

## تاريخ
تم العُثور على بقايا فخار وبنايات تعود إلى العصر الحديدي في البلدة. ومن الواضح أن طرعان كانت في ذلك الوقت (القرن العاشر إلى التاسع قبل الميلاد) محُاطة بسور المدينة. ومن الواضح أنها كانت بحجم كبير في أواخر القرن العاشر حتى منتصف القرن التاسع قبل الميلاد. ووجد صندوق استكشاف فلسطين عدد من الكهوف والصهاريج الصخرية في القرية، ولاحظوا أنها على ما يبدو موقع قديم.
كانت القرية معروفة في الفترتين الرومانية والبيزنطية (الميشانية والتلمودية، على التوالي) باسم تيرعان. وكانت قرية يهودية ربما اعتنق سكانها الإسلام بحلول نهاية الفترة العربية الإسلامية الأولى (القرنين السابع والعاشر) في فلسطين. كما تم التنقيب عن الفخار الذي يعود إلى أوائل العصري الإسلامي (القرن السابع الميلادي) والمملوكي (القرن الرابع عشر الميلادي)، إلى جانب العثور على بقايا للمباني تعود إلى نفس الفترة.

### العصر العثماني
في عام 1517 دمجت طرعان مع بقية فلسطين في الدولة العثمانية بعد أن تم الاستيلاء عليها من المماليك، وبحلول عام 1596، ظهرت في سجلات الضرائب العثمانية على أنها في ناحية طبرية، وجزء من سنجق صفد. كان عدد سكانها 48 أسرة، كلهم من المُسلمين. دفعوا ضريبة ثابتة بنسبة 25% على المنتجات الزراعية، بما في ذلك القمح والشعير وأشجار الزيتون وأشجار الفاكهة والماعز وخلايا النحل؛ في ما مجموعه 5,410 آقجة.
أظهرت خريطة تعود إلى فترة غزو نابليون عام 1799 من قبل بيير جاكوتين المكان، على الرغم من أنه كان في غير محله جغرافياً، باسم طورعان.
في عام 1838، لوحظ أنها قرية إسلامية ومسيحية مُتشركة وكبيرة وتضم على مجتمع كاثوليكي ومسيحي روم أرثوذكس في منطقة الناصرة.
في عام 1848 وصف وليم فرانسيس لنش طرعان بأنها «حصن كبير». وقام المستكشف الفرنسي فيكتور جويرين بزيارة طرعان في عام 1870، وقدّر أنه كانت تضم على حوالي 350 مسلم وحوالي 200 «رومي». في عام 1881، وصف صندوق استكشاف فلسطين القرية بأنها «قرية حجرية، مبنية جزئياً من البازلت، وتحتوي على حوالي 300 نسمة، نصفهم مسيحي والنصف الآخر مُسلم. [..] تقع القرية عند سفح التلال، وتحيط بها بساتين الزيتون، وهناك نبع جيد إلى الشمال الغربي».
أظهرت قائمة السكان تعود إلى حوالي عام 1887 أنَّ طرعان كان تضم على حوالي 600 نسمة. وهي مختلطة بين السكان المسيحيين والمسلمين.

### الانتداب البريطاني

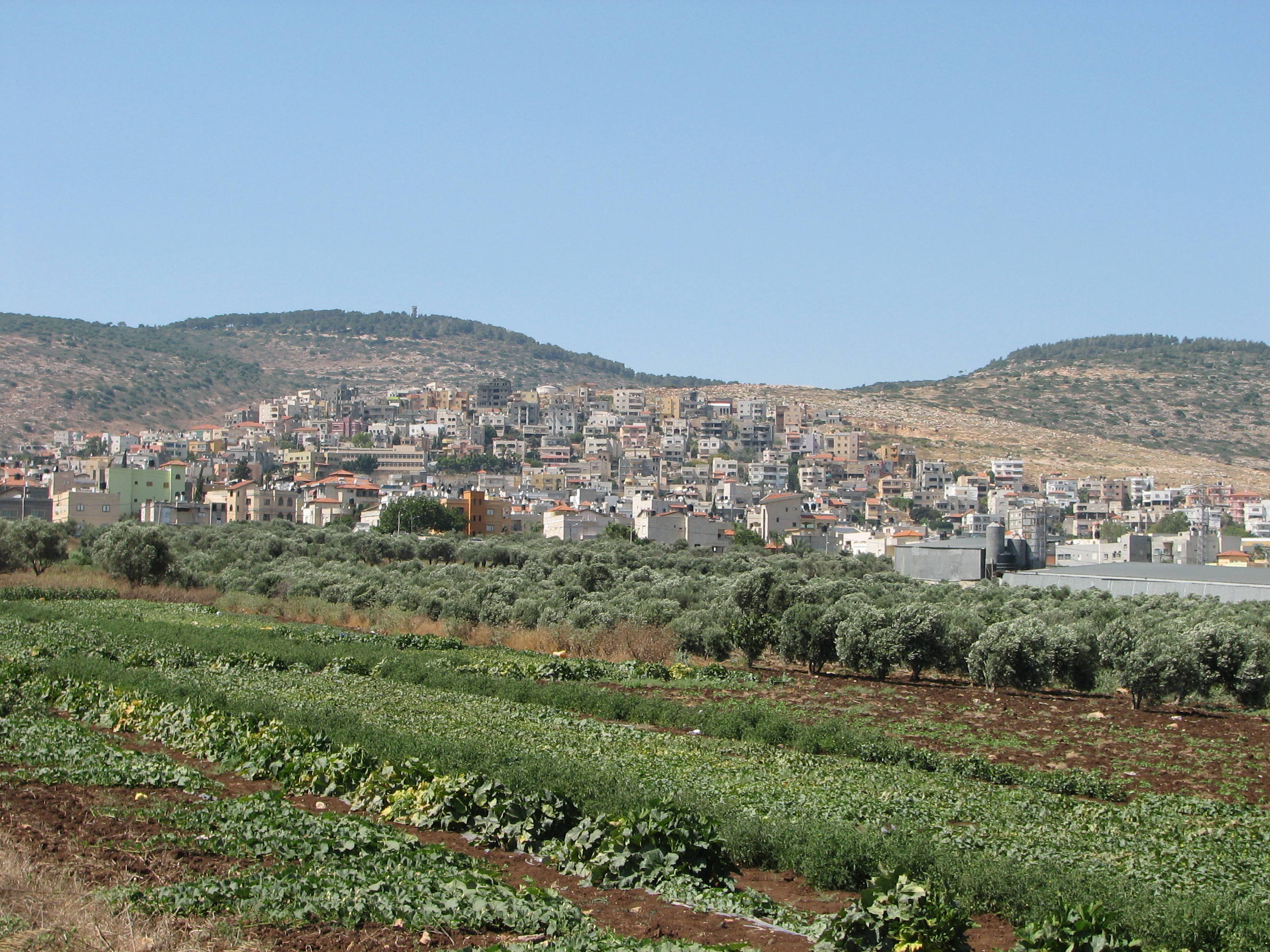
طرعان.

في تعداد فلسطين لعام 1922 الذي أجرته سلطات الانتداب البريطاني، بلغ عدد سكان طرعان حوالي 768 نسمة؛ وكان منهم حوالي 542 مسلمًا وحوالي 226 مسيحيًا. وكان توزيع المسيحيين كالتالي: 52 من الروم الأرثوذكس وحوالي 174 من الروم الملكيين الكاثوليك. وإزداد عدد السكان في تعداد عام 1931 ليصل إلى حوالي 961 نسمة؛ وكان منهم 693 مسلمًا وحوالي 268 مسيحيًا، يعيشون في إجمالي 188 منزلًا.
في إحصاءات 1945 كان عدد السكان 1,350 نسمة؛ منهم حوالي 1,001 مُسلم وحوالي 340 مسيحي، مع 29,743 دونم من الأرض، وفقاً لمسح الأراضي والسكان الرسمي. ومن هذا، كان 1,153 دونم مخصصة للمزارع والأراضي المروية، وحوالي 11,909 مستخدم للحبوب، في حين أن 34 دونماً كانت أراضي مبنية.

### دولة إسرائيل

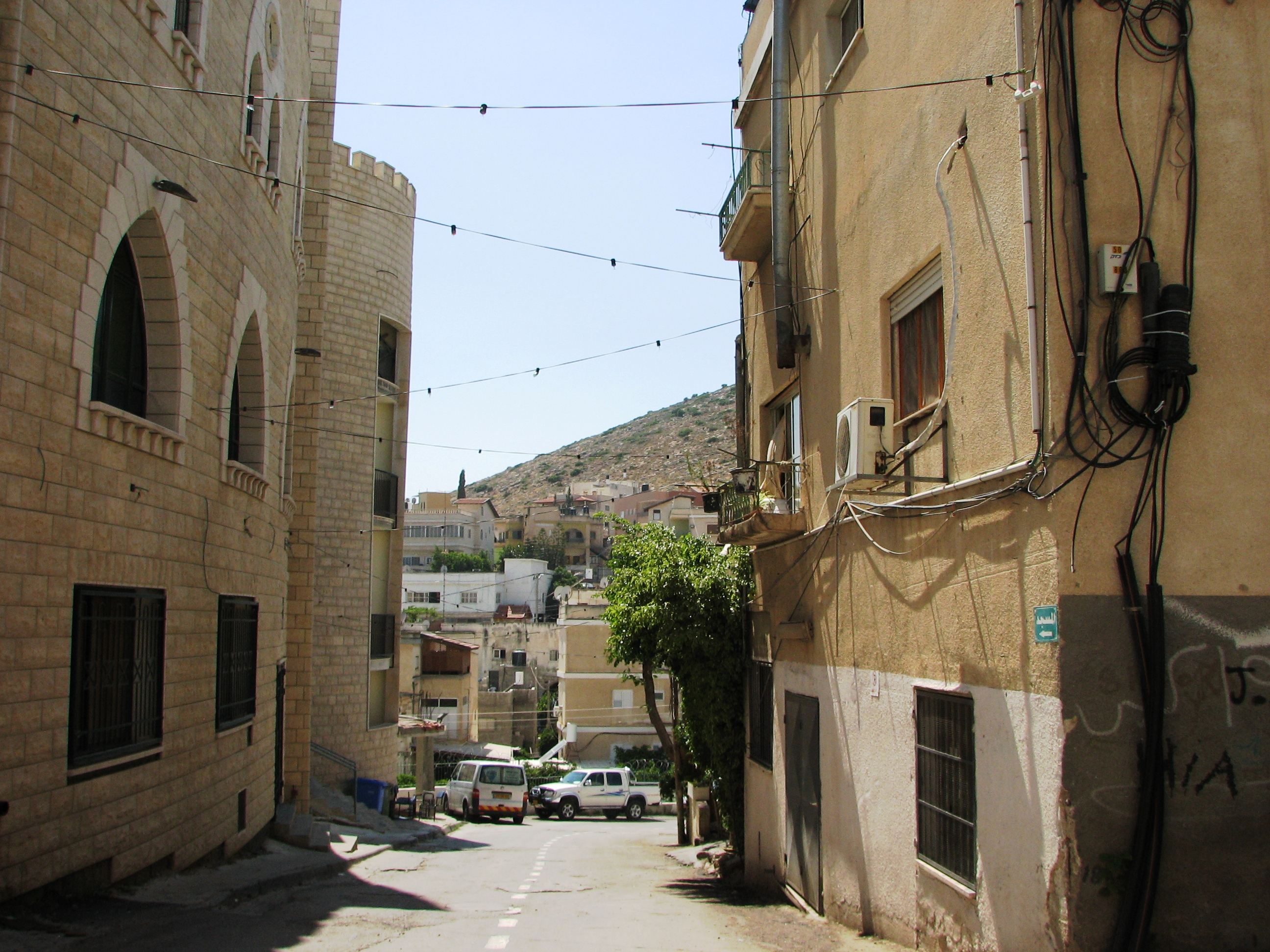
البلدة القديمة.

في 18 يوليو من عام 1948، استولت إسرائيل على طرعان خلال الجزء الثاني من عملية ديكل. استُخدمت فيما بعد منازل أولئك القرويين الذين فروا لإيواء اللاجئين العرب من القرى المجاورة. ظلت القرية خاضعة بموجب الأحكام العرفية حتى عام 1966.
في عام 2017 كان معظم سكان طرعان من المسلمين السُنة مع حوالي 88.6%، وكان حوالي 11.4% من السكان من المسيحيين. وينتمي المسيحيين في طرعان إلى ثلاثة طوائف مسيحية أكبرها كنيسة الروم الملكيين الكاثوليك، تليها الأرثوذكسية الشرقية والكنيسة المعمدانية. وتضم طرعان على كنيسة القديس فيلبُس للروم الكاثوليك وكنيسة القديس جوارجيوس للروم الأرثوذكس. ومن الحمائل الكاثوليكية في طرعان آل أبو شقارة، وحداد، وحنا، وخُوري، ورحّال، وسلامة، وعبيد وفرّاج. ومن الحمائل الأرثوذكسية في طرعان آل بشارة، وسعد وسمعان، وصبّاغ، وفرّاج ومسّاد. ومن الحمائل المسلمة في طرعان آل عدوي، ودحلة، ونصّار، وصباح، وزرعيني، وغِبن، وخير الله، وأبو ذيبة، وأبو رحال، وخليل، وأبو صفية، وبدر، وشعبان. وخطيب ومحمد.
في عام 2017 نما عدد السكان بمعدل نمو سنوي بلغ 1.8%. وكانت في المرتبة الثالثة من أصل عشرة في المؤشر الاجتماعي-الاقتصادي في عام 2015. وبلغت نسبة المؤهلين للحصول على شهادة الثانوية العامة أو البجروت بين طلاب الصف الثاني عشر بين عام 2016 وعام 2017 حوالي 72.4%. وكان متوسط الراتب الشهري للسكان في نهاية عام 2016 هو 5,740 شيكل جديد بالمقارنة مع المتوسط الوطني حوالي 8,913 شيكل جديد.
في عام 2021 اصبح عدد السكان 14,655 نسمة.
وجميع سكانها عرب: مسلمين ونصارى، وعدد السكان المسلمين فيها 89.0 وعدد السكان النصارى 11,0. وعدد الرجال فيها 7,519 وعدد النساء فيها 7,135.
أما عدد المدارس في القرية عام 2021 هو سبعة مدارس، منها أربعة مدارس ابتدائية، ومدرستان اعدادية، ومدرسة ثانوية واحدة.
كما وعدد الصفوف الكلي فيها 122 صف، حيث عدد صفوف المدارس الابتدائية هو 69 صف، وعدد صفوف المدارس الاعدادية 30 صف، وعدد صفوف المدارس الثانوية 23 صف. أما عن عدد الطلاب الكلي في المدارس 3,156 طالب، حيث عدد الطلاب في المدارس الابتدائية هو 1,672 طالب، وعدد الطلاب في المدارس الاعدادية 816 طالب، وعدد الطلاب في المدرسة الثانوية 668 طالب. وبلغت نسبة المؤهلين للحصول على شهادة الثانوية العامة أو البجروت بين طلاب الصف الثاني عشر بين عام 2016 وعام 2017 حوالي 72.4%. وعام 2021 71,7%.
وكان متوسط الراتب الشهري للسكان في نهاية عام 2016 هو 5,740 شيكل جديد بالمقارنة مع المتوسط الوطني حوالي 8,913 شيكل جديد.
وكان في نهاية عام 2019 هو 6,393 شيكل، حيث يبلغ متوسط الراتب الشهري للعاملين الرجال هو 7,446 شيكل، وللعاملات النساء هو 4,894 شيكل.

## معالم القرية

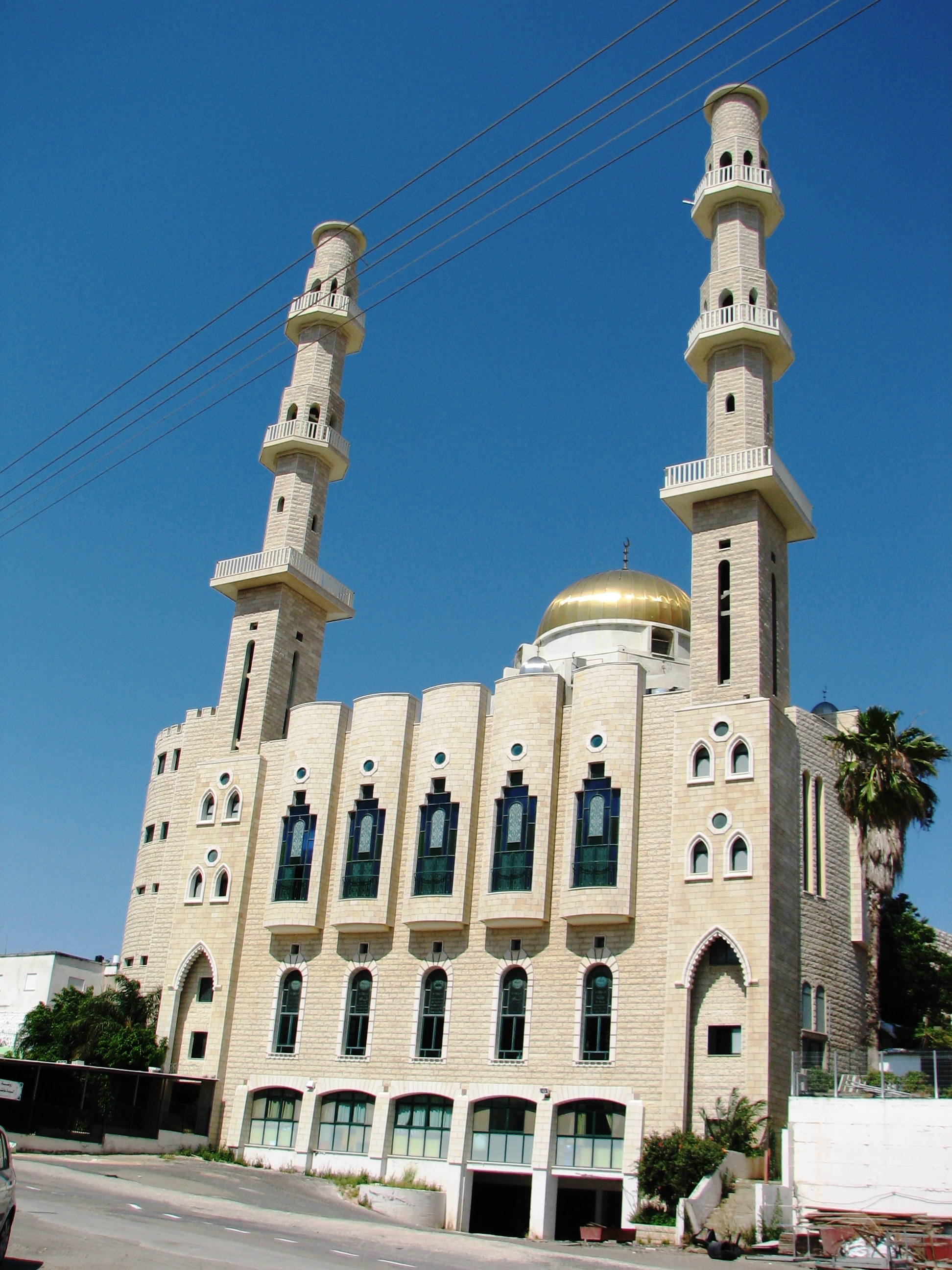
مسجد أبو بكر الصديّق في طرعان.

يوجد في قرية طرعان العديد من المعالم التاريخية من أبرزها:

### عين طرعان
من المعالم التاريخية في البلدة وتقع العين في الطرف الشمالي الغربي من القرية على سفح جبل طرعان. كانت العين مصدر الحياة للقرية، فقد شرب أهل القرية منذ مئات السنين من مائها النظيف والصالح للشرب لحتى الآن. بعد قيام دولة إسرائيل أُهملت العين لوجود شبكة المياه الحديثة في الخمسنيات من القرن العشرين في كل بيت وتراكمت بها الفضالات ولم تستعمل. وبعد مبادرة من أهل القرية ومن الحركة الإسلامية في إسرائيل بالاخص نُظفت العين من جديد وأُزيلت الفضالات وتم اعمارها من جديد وتمت المحافظة عليها من العبث والتخريب. للعين طرعان تاريخ قديم فقد ذكرت العين في كتب التاريخ كأحد النقاط التي مره بها الجيش الصليبي في القرون الوسطى حينما كان متجها إلى بحيرة طبريا للقاء جيش صلاح الدين الأيوبي حيث التقى الجيشين في معركة حطين.

### الكسارة
كسارة طرعان هي معمل لإستخراج الصخور من جبل طرعان لإعادة تصتيعها لكي تدخل في صناعات متعدها أهمها مواد البناء. تقع الكسارة في الجهة الشرقية للبلدة. لها شارعها الخاص الذي يربطها مع الشارع الرئيسي. يستعمل الشارع أيضا كمدخل ثانوي من الجهة الشرقية للقرية. تعد الكسارة مركز رزق مهم الاهل البلد، حيث يعمل العديد منهم في الكسارة. بالرغم من الفائدة الاقتصادية من الاكسارة للقرية الا انها نعد مركز تلويث أساسي للقرية. وهناك العديد من الاصوات التي تطالب بالغاء الكسارة أو نقلها بعيدا عن القرية. فبعد التوسع المعماري لاهالي القرية إلى الجهة الشرقية اقتربت البيوت لدرجة ملاصقة الكسارة فزاد التلوث الهوائي ولانزعاج من وجود الكسارة بجانب البلد.

### برج طرعان
يقع برج طرعان في أعالي جبل طرعان الذي يرتفع 480 م فوق سطح البحر. بُني البرج في زمن قيام دولة إسرائيل لموقعه الإستراتيجي حيث يقع البرج في أعلى نقطة من جبل طرعان يطل على المناطق المحيطة مثل: طرعان، وسهل طرعان، وقرية البعينة-نجيدات، وسهل البطوف والقرى المحيطة بسهل البطوف.

## وصلات خارجية
- صورة قمر اصطناعي عن طريق Google Maps